# Idiops wittei
Idiops wittei là một loài nhện trong họ Idiopidae.
Loài này thuộc chi Idiops. Idiops wittei được Carl Friedrich Roewer miêu tả năm 1953.